# Thomas Bell
Pour les articles homonymes, voir Bell et Thomas Bell (homonymie).
Thomas Bell est un chirurgien-dentaire et un zoologiste britannique, né le 11 octobre 1792 à Poole dans le Dorset et mort le 13 mars 1880.

## Biographie
Il suit une formation médicale dans les hôpitaux Guy's et St Thomas' de Londres en 1813 et au Royal College of Surgeons en 1815. Il passe l'essentiel de sa carrière à l'hôpital Guy's (1817-1861). Il se spécialise dans les maladies des dents tout en donnant des cours de zoologie au King's College (à partir de 1836).
Il est un membre influent de la communauté scientifique britannique et participe activement à la vie de nombreuses sociétés savantes dont la Royal Society dont il devient membre en 1828. Il préside la Linnean Society of London (1853-1861) lorsque les articles sur la sélection naturelle de Charles Darwin (1809-1882) et d'Alfred Russel Wallace (1823-1913) y sont lus. Bell sera hostile au darwinisme toute sa vie.

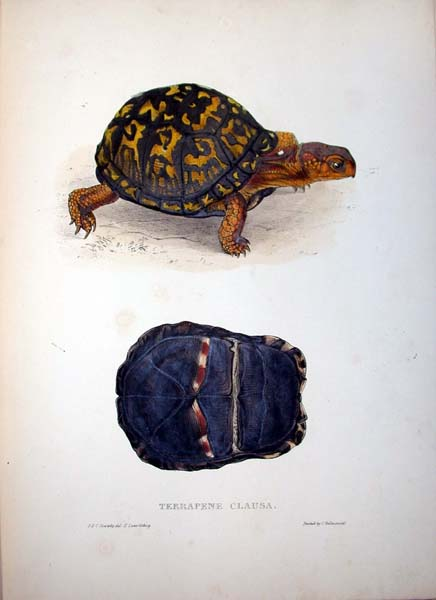
Page de A Monograph of the Testudinata

Il publie de nombreux ouvrages sur les mammifères et les crustacés britanniques mais ce sont surtout ses travaux herpétologiques qui retiennent l'attention. Il fait paraître de 1832 à 1840, sa Monograph of the Testudianata, dont la publication s'interrompt avec la faillite de l'éditeur. Elle reparaît, complète, en 1872. Les magnifiques illustrations sont signées Edward Lear (1812-1888).
Il fait paraître la première synthèse sur les reptiles britanniques en 1838-1839 sous le titre History of British Reptiles.
Ses collections de crustacés et de reptiles sont acquises John Obadiah Westwood (1805-1893) pour le muséum d'histoire naturelle de l'université d'Oxford. Elles contiennent, outre les type (biologie)s de Bell, les spécimens récoltés par Charles Darwin (1809-1882). L'intégration de ces collections débute en 1889 mais ne prend fin qu'en 1975 avec les crustacés séchés. Le reste de sa collection se trouve au musée d'histoire naturelle de Londres et au muséum de zoologie de l'université de Cambridge.